# أنطوان أوغستين بارمنتييه
أنطوان أوغستين بارمنتييه (بالفرنسية: Antoine-Augustin Parmentier)‏ (12 أغسطس 1737 - 13 ديسمبر 1813) كان صيدليًا فرنسيًا ومهندسًا زراعيًا، وهو أول من حفز جعل البطاطس كمصدر غذاء للبشر في فرنسا وجميع أنحاء أوروبا. تضمنت مساهماته العديدة الأخرى في التغذية والصحة إنشاء أول حملة تطعيم إلزامية ضد الجدري (في عهد نابليون ابتداءً من عام 1805، عندما كان المفتش العام للخدمات الصحية) ورائده في استخراج السكر من بنجر السكر. أسس بارمنتييه أيضًا مدرسة لصناعة الخبز ودرس طرقًا لحفظ الطعام، بما في ذلك التبريد.

## حياته ومسيرته
أثناء خدمته كصيدلي عسكري لفرنسا في حرب السنوات السبع، تم القبض عليه من قبل البروسيين، وواجه في السجن في بروسيا أكل البطاطس، المعروفة للفرنسيين فقط كعلف للخنازير. أدخل الإسبان البطاطس من أمريكا الجنوبية إلى أوروبا في بداية القرن السادس عشر. تم تقديمها إلى بقية أوروبا بحلول عام 1640 ولكن (خارج إسبانيا وأيرلندا) كان يستخدم عادة فقط لتغذية الحيوانات. كان الملك فريدريك الثاني ملك بروسيا قد طلب من الفلاحين زراعة النباتات تحت عقوبات شديدة. في عام 1748، كانت فرنسا قد حظرت بالفعل زراعة البطاطس (على أساس أنه كان يُعتقد أنها تسبب الجذام من بين أشياء أخرى)، وظل هذا القانون موجودًا في الكتب في زمن بارمنتييه، حتى عام 1772.
منذ عودته إلى باريس عام 1763 تابع دراساته الرائدة في الكيمياء الغذائية. خطرت تجربته في السجن عام 1772 عندما اقترح (في مسابقة برعاية أكاديمية بيزنسون) استخدام البطاطس كمصدر غذاء لمرضى الزحار. فاز بالجائزة عام 1773.
بسبب جهود بارمنتييه، أعلنت كلية الطب في باريس أن البطاطس صالحة للأكل في عام 1772. ومع ذلك، استمرت المقاومة، وتم منع بارمنتييهمن استخدام حديقة الاختبار الخاصة به في مستشفى قصر ليزانفاليد، حيث كان صيدليًا، من قبل المجتمع الديني الذي يمتلك الأرض، أدت شكاواهم إلى إلغاء وظيفة بارمنتييه في قصر ليزانفاليد.
في عام 1779 ، تم تعيين بارمنتييه للتدريس في مدرسة المخبوزات الحرة للمساعدة في استقرار الإمدادات الغذائية في باريس من خلال صنع الخبز بطريقة أكثر فعالية من حيث التكلفة. في نفس العام، نشر كتاب طريقة عمل خبز البطاطس بدون خلط الدقيق، حيث وصف كيف يمكن للمرء أن يصنع خبز البطاطس الذي لا يزال يحتوي على جميع خصائص خبز القمح.
في عام 1800، عينه نابليون بونابرت كأول صيدلي عسكري. خلفاً لبيير باين، حيث واصل كفاحه لوضع الصيدلة في نفس مستوى الطب والجراحة.